# Robert Rovini
Robert Rovini, né le 21 juin 1926 et mort le 9 juillet 1968, est un poète et germaniste français originaire de Nice.

## Biographie
Au terme de ses études, il consacra sa thèse doctorale au poète Georg Trakl. Il devint ensuite professeur à la Faculté des lettres de Nice et fut le lecteur attitré d'allemand aux éditions Gallimard.

### Traducteur
Il fut l'un des premiers en France à avoir traduit l'œuvre de Hölderlin. Il traduisit et fit connaître au public français d'autres grands écrivains allemands comme Elias Canetti, Nietzsche, Novalis, Heimito von Doderer.

### Poète
Robert Rovini avait montré très tôt son intérêt pour la poésie, et encore étudiant il avait fondé à Nice avec le poète Paul Mari, René de Cugis, puis Jacques Lepage, un cercle poétique le Club des Jeunes.
Il est l'auteur de plusieurs recueils de poésie. Il collabora aux Cahiers du Sud.

## Publications
- Rudolf Leonhard et Robert Rovini, Hölderlin, Paris, Éditions Seghers, coll. « Poètes d'aujourd'hui », n° 36, 1953.
- Georg Trakl, Paris, Seghers, coll. « Poètes d'aujourd'hui », 1964, 191 p.
- Marc Alyn et Robert Rovini, Norge, Paris, Seghers, coll. « Poètes d'aujourd'hui », 1972, 52 p.

## Hommages
Robert Rovini fut enlevé prématurément au monde des lettres, la "Bibliothèque municipale de Nice" lui consacra avec la collaboration de Louis Évrard, du poète Norge, auquel il avait avec Marc Alyn consacré une étude, et d'autres amis fidèles, une exposition du 15 juin au 30 juillet 1970.